# Prunkpalette
Als Prunkpaletten, oder auch als Schminkpaletten bezeichnet man in der Ägyptologie und Archäologie spezielle Kunstobjekte von unterschiedlicher Größe und Gestalt mit flachem Körper aus Schiefer, Porphyr oder Grauwacke, deren Vorder- und Rückseite mit groben und einfachen oder hochkomplexen Reliefs verziert sein konnten. Die größte Anzahl solcher Paletten stammt aus der ausgehenden Naqada-III-Epoche (um 3.400–3.100 v. Chr.) und dem Beginn der 1. Dynastie. Ergiebige Fundorte sind Naqada, Qustul und Abydos.

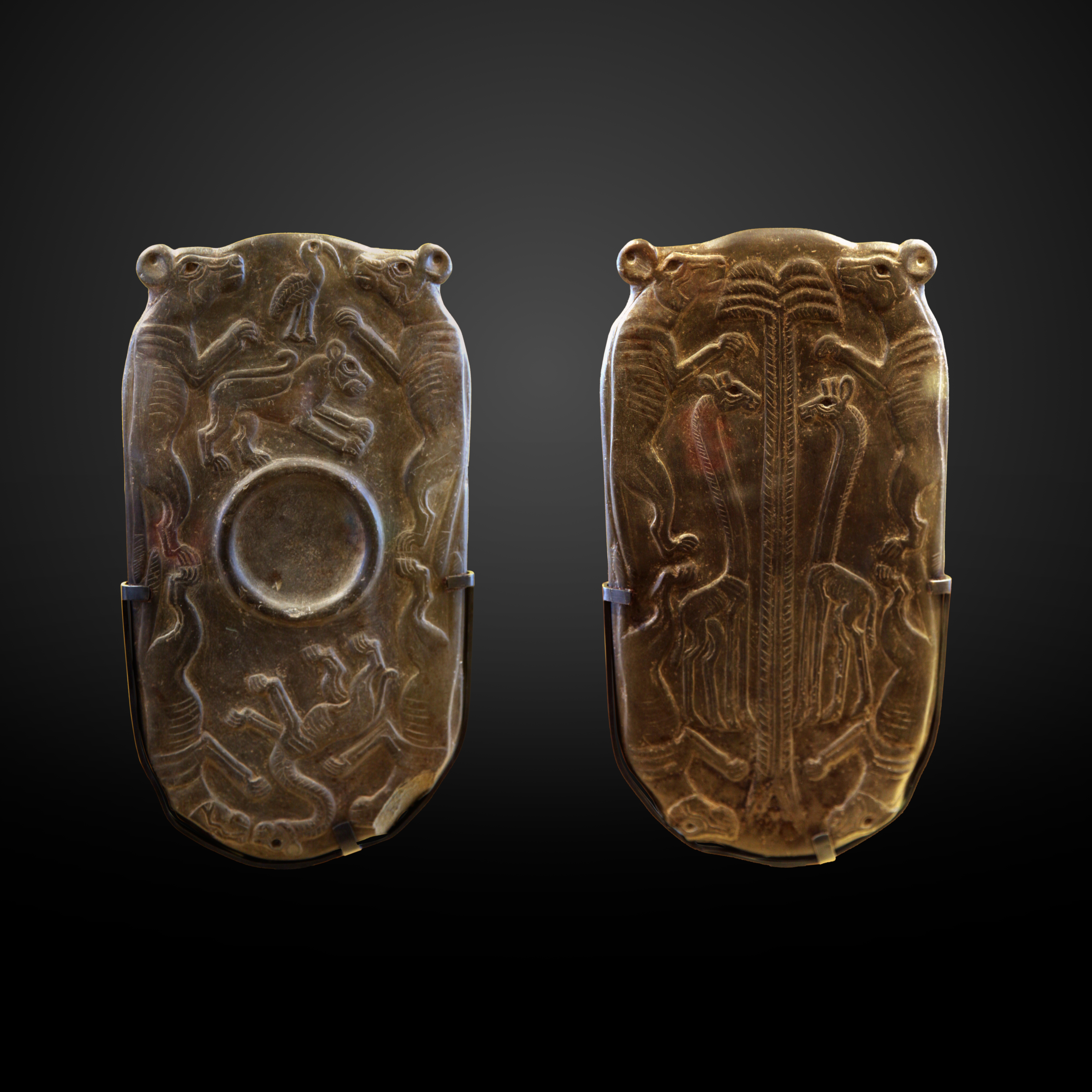
Vier-Hunde-Palette
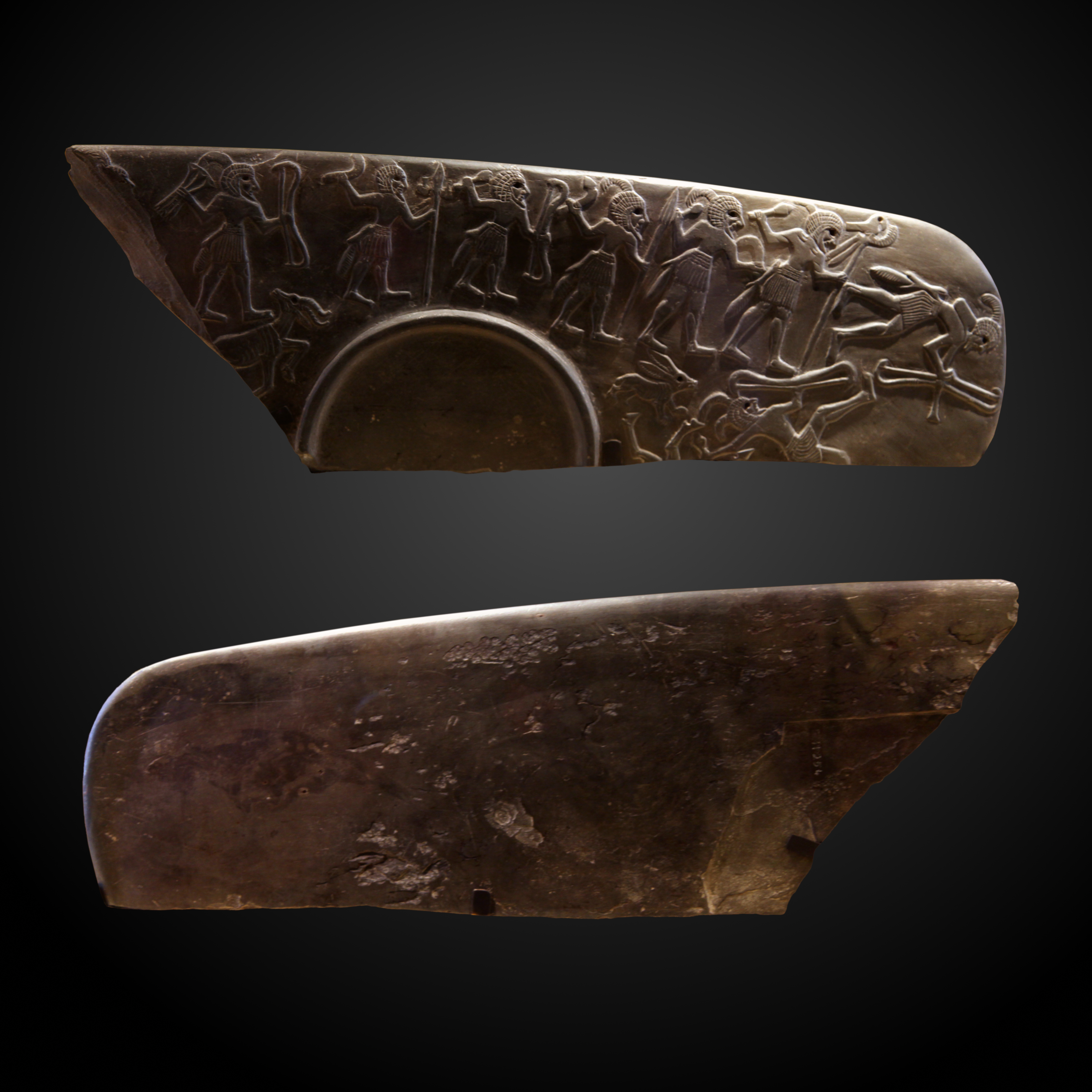
Jäger-Palette
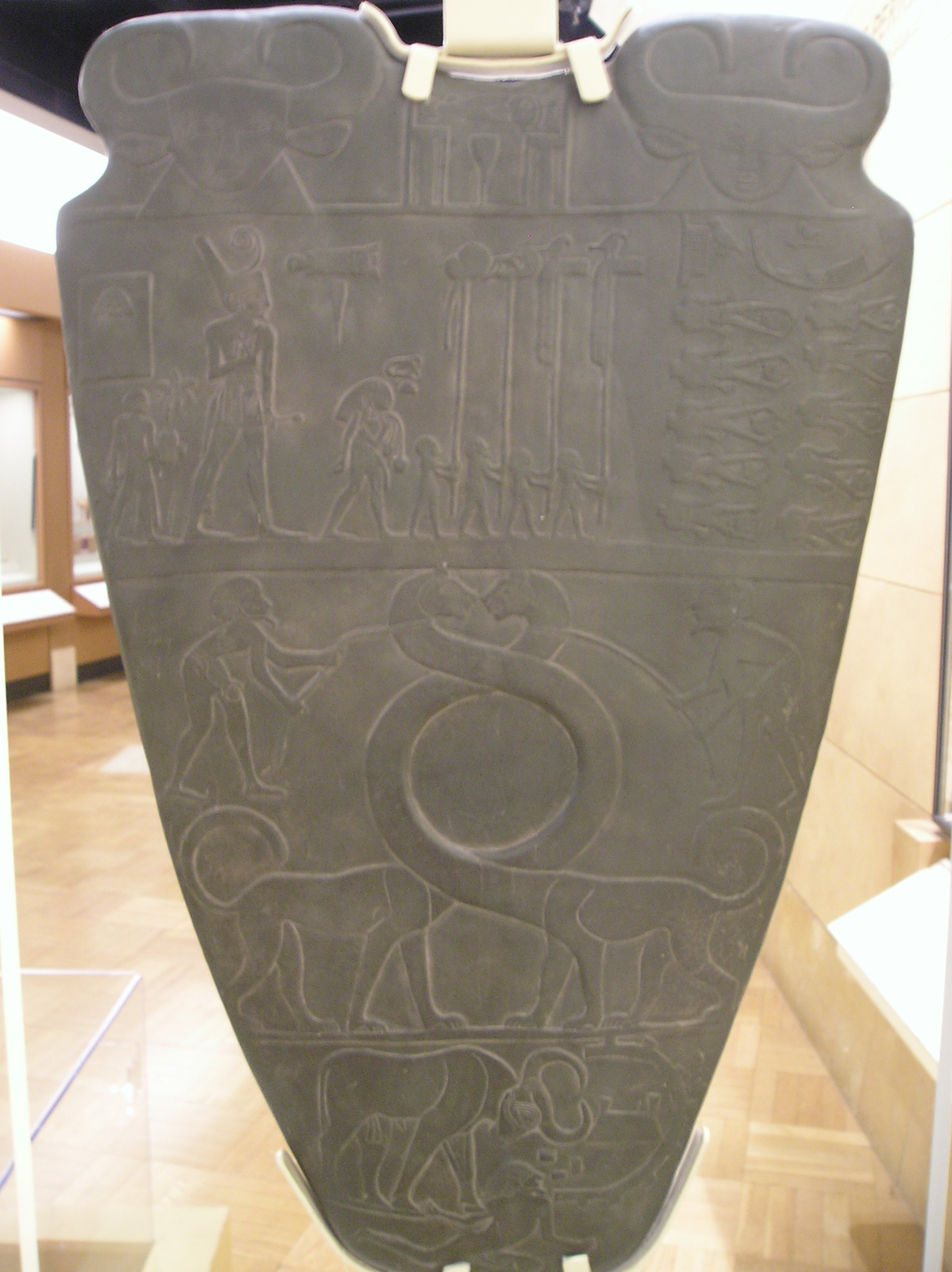
Narmer-Palette
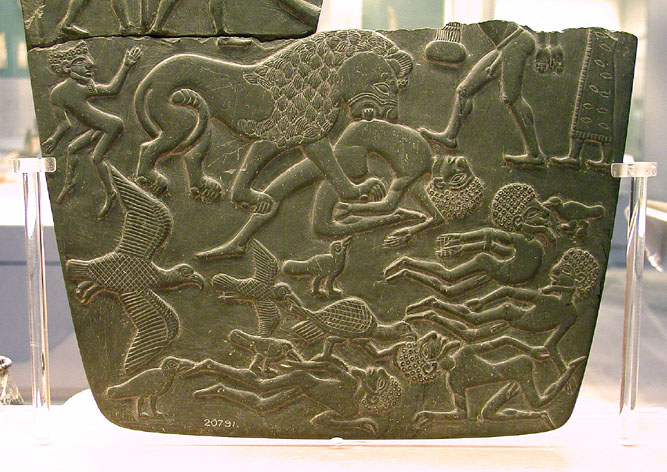
Schlachtfeld-Palette

## Verwendung

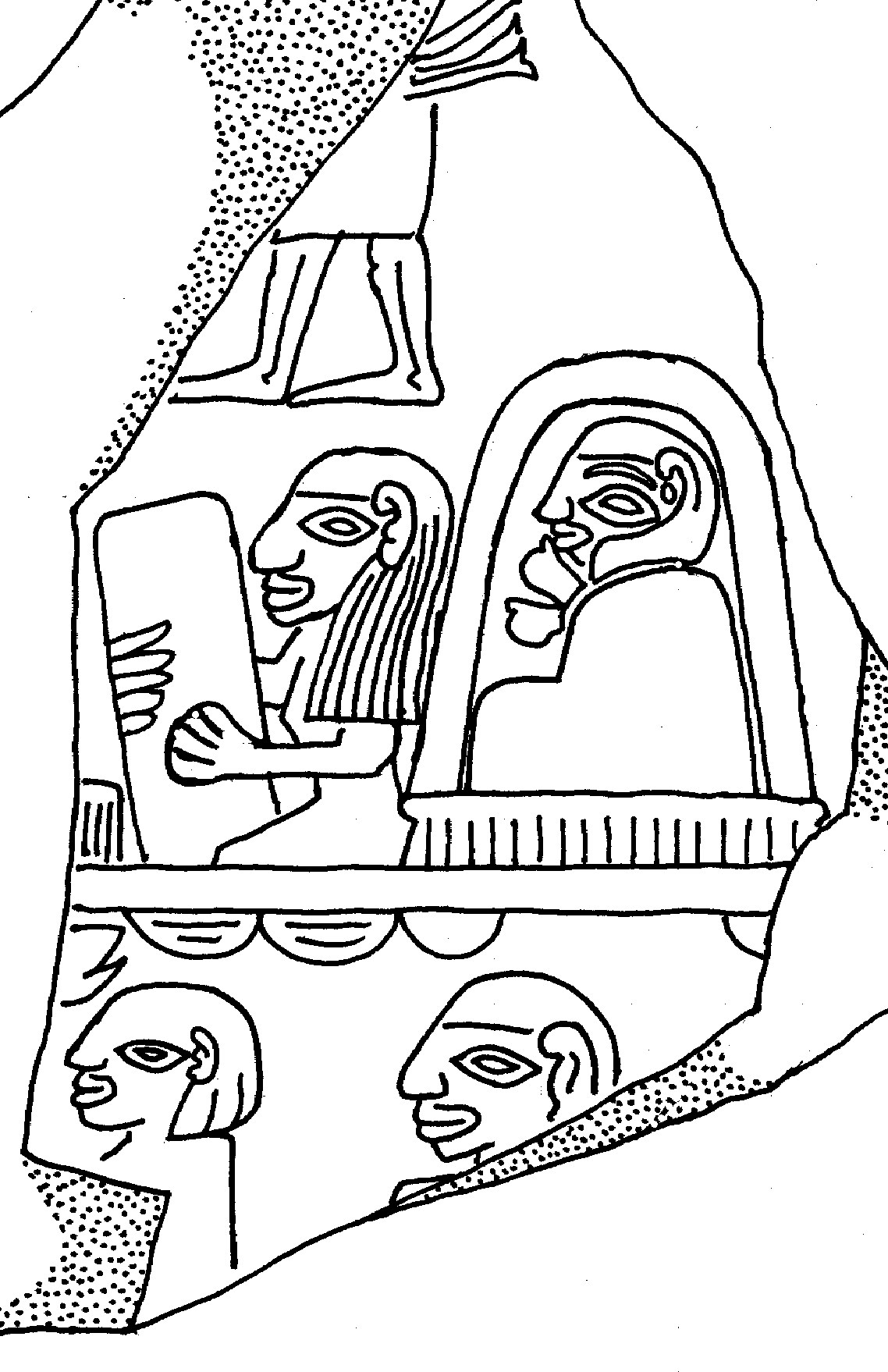
Fragment einer weiteren Palette

Prunkpaletten galten als begehrte Grabbeigabe der Elite, mit Beginn der 1. Dynastie ließ ihre Popularität allerdings nach, bereits unter König Hor Aha nimmt die Anzahl der Funde stark ab; das Fragment einer Prunkpalette aus dem Grab des Königs Hor Den ist das späteste bekannte Beispiel.
Der Zweck von Prunkpaletten dürfte im kultischen Bereich zu suchen sein. Vermutlich wurde auf ihnen Schminke zu zeremoniellen Anlässen hergestellt, indem bestimmte Pigmente, gewonnen aus Mineralien und Erzen, zermahlen und mit Tierfetten vermengt wurden. Aus diesem Grund ist die Bezeichnung „Schminkpalette“ ebenfalls geläufig.

## Bekannte Beispiele
Viele Prunkpaletten haben aufgrund ihrer Reliefdarstellungen breite Bekanntheit erlangt:
- Narmer-Palette
- Jäger-Palette
- Schlachtfeld-Palette
- Zwei-Hunde-Palette
- Vier-Hunde-Palette
- Tehenu-Palette